# Буниятов, Зия Мусаевич
Зия Мусаевич Буниятов (Зия Муса оглы Буниятов, азерб. Ziya Musa oğlu Bünyadov; 21 декабря 1923 — 21 февраля 1997) — советский и азербайджанский учёный, востоковед, академик Академии наук Азербайджана, ветеран Великой Отечественной войны, Герой Советского Союза. Почётный гражданин района Панков города Берлина (Германия), почётный гражданин города Ургенча (Узбекистан).
Автор спорных концепций по истории Азербайджана и Армении, которые ряд специалистов характеризует как ревизионистские и основанные на фальсификации первоисточников.

## Биография
Родился 21 декабря 1923 года в городе Астара в семье ветерана Первой мировой войны, военного переводчика Мусы Мовсум оглы Буниятова (1895—1961), происходившего из знаменитого и уважаемого талышского рода бибиэйбатских учёных шейхов. Мать, Раиса Михайловна Гусакова, принадлежала к роду русских старопоселенцев в Азербайджане. С детства Буниятов знал как азербайджанский, так и русский языки, а также владел арабским языком Корана, которому его научил отец. После окончания в 1939 году десяти классов поступил в Бакинское военное пехотное училище, которое окончил в мае 1941 года в звании лейтенанта, получив также назначение командиром стрелкового взвода в Бендеры (Молдавия). Для вступления в академию Буниятов подделал документы, указав дату своего рождения на два года старше.

### Великая Отечественная война
На фронтах Великой Отечественной войны с августа 1942 года. Принимал активное участие в битвах за Украину, Молдавию, Кавказ (в боях за Моздок и Туапсе), Белоруссию и Польшу. В боях проявил храбрость, в одном из них, пробиваясь через линию фронта, он вынес из окружения полковое знамя. В оборонительном сражении в предгорьях Кавказа Зия Буниятов командовал ротой из 120 бойцов, в состав которой также входили 50 матросов Волжской флотилии из Саратова. В ходе одного из боёв 17 человек из его роты уничтожили 15 единиц бронетехники противника, причём сам Зия получил осколочное ранение в голову. Во время Туапсинской операции лейтенант Буниятов получил ранение в ногу и после лечения в госпитале попал в Таганрог. Газета «Красная звезда» в 1942 году писала о нём: «Стремительный, как тигр, разведчик Зия Буниятов в невероятных условиях мог принести точные данные о численности, вооружении и дислокации противника».
Повздорив с командованием, Буниятов был направлен в штрафную роту. В январе 1945 года его вызвал к себе комдив и предложил стать командиром штрафной роты. Капитан Буниятов был назначен командиром приданной 26 гв. ск 123-й отдельной штрафной роты 5-й ударной армии (1-й Белорусский фронт). 14 января в ходе Висло-Одерской операции в бою у селения Пальчек рота под командованием капитана Буниятова выполнила важную боевую задачу. Сам Буниятов позже вспоминал:
Мне было поручено чрезвычайно опасное дело: преодолеть тройную линию обороны противника и выйти глубоко в тыл. Мы должны были взять заминированный мост длиной 80 метров через реку Пилица, при этом сохранить мост невредимым, так как по нему должна была пройти боевая техника. И мы выполнили эту задачу, но какой ценой! В этом бою из 670 бойцов в живых остались 47. Скольких я похоронил тогда, сколько писем написал их близким! Всех оставшихся в живых наградили боевыми орденами.
Подвиг Зии Буниятова в официальных документах описывается так:
"Командир 123-й отдельной стрелковой штрафной роты (5-я ударная армия, 1-й Белорусский фронт) кандидат в члены ВКП(б) капитан Буниятов З.М. отличился в боях на территории Польши.

14 января 1945 года рота одной из первых в армии форсировала реку Пилица, захватила мост и удерживала его до подхода подкрепления в районе населённого пункта Пальчев (в 9 километрах юго-западнее города Варка). Рота уничтожила свыше 100 и взяла в плен 45 гитлеровцев, захватила 5 шестиствольных миномётов, 3 орудия".
.
В результате выполненной ротой задачи, советские войска вышли на оперативный простор в междуречье Вислы и Одера и вскоре придвинулись на расстояние около 90 км от Берлина. Звание Героя Советского Союза Буниятову было присвоено 27 февраля 1945 года. В марте того же года он стал членом ВКП(б).
14.04.1945 года командир приданной 1054-му стрелковому полку 301-й сд 9-го ск 213 отдельной штрафной роты 5-й ударной армии 1-го Белорусского фронта Буниятов Зия Мусаевич представлен к Ордену Красного Знамени.
Во время боёв за Берлин Буниятов спасал мирных жителей, прятавшихся в метро, когда его туннели были затоплены отступавшими нацистами. К моменту капитуляции Германии Зия Буниятов с боями дошёл до района Силезского вокзала, причём из бойцов его роты в строю остались лишь семеро. За доблесть и героизм, проявленный в ходе штурма Зееловских высот, Зия Буниятов был награждён орденом Красного Знамени. За годы войны Зия Буниятов был несколько раз ранен и контужен, но всегда возвращался в строй. Один осколок ему удалили спустя 30 лет после ранения. Последствия ранений Буниятова мучили многие годы, а от приступов головных болей он избавиться так и не смог.

### После войны
С мая 1945 по май 1946 года Буниятов служил помощником военного коменданта района Панков Берлина, где заслужил добрую память немцев как администратор, способствовавший нормализации хозяйственной и культурной жизни в разрушенном городе. В 1946 году подполковник Буниятов уволился в запас. В 1950 году он окончил Московский институт востоковедения, а в 1954 году аспирантуру МГУ. В мае 1954 года он защитил кандидатскую диссертацию на тему «Итальянский империализм в Африке», а в августе поступил на работу в Институт истории АН Азербайджанской ССР в должности старшего научного сотрудника. Начиная с 1960-х годов Буниятов начал писать антиармянские исторические статьи. В 1964 году защитил докторскую диссертацию на тему «Азербайджан в VII—IX веках», которая годом позже подверглась масштабной критике со стороны советских историков, поскольку ставила под сомнение историческую традицию армянской государственности на Кавказе.
В 1965 году высшей аттестационной комиссией при Министерстве высшего и среднего специального образования СССР ему было присвоено звание профессора, а в 1967 году он был избран членом-корреспондентом Академии наук (АН) Азербайджанской ССР. В 1976 году был избран академиком АН АзССР. С 1981 г. был директором Института востоковедения, а с 1990 года — вице-президентом АН АзССР. Когда Буниятов возглавил азербайджанскую АН, публикации антиармянских материалов возросли. С 1980 года Зия Буниятов — член главной редакции Азербайджанской советской энциклопедии.
В 1953 году Зия Буниятов не допустил исключения из комсомола журналиста Юлиана Семёнова, ставшего впоследствии известным писателем. Семёнова собирались наказать за то, что у него был родственник, проходивший по «делу врачей». Узнав о награждении Леонида Брежнева в третий раз Золотой Звездой Героя Советского Союза, Зия Буниятов выступил с протестом. Буниятов заявил, что такая иррациональная раздача наград приводит к девальвации высокого звания. Этот демарш Буниятова привёл к разбирательству по партийной линии, однако, в конце концов, дело было замято.
Принимал участие в работе комитета по спасению Аральского моря в конце 1980-х годов. В 1990-х годах Буниятов избирался депутатом парламента Азербайджана, был заместителем председателя правящей партии «Ени Азербайджан».
Согласно Андрею Сахарову, был известен своими антиармянскими националистическими выступлениями. С началом 1990-х в азербайджанской периодике и научной печати с подачи академика Буниятова деятельность «26-ти Бакинских комиссаров» стала рассматриваться как заговор армянских националистов и их приспешников против Азербайджанской Демократической Республики.
Буниятов настаивал, чтобы беженцы-азербайджанцы из Армении переселялись только в Нагорно-Карабахскую автономную область. При этом он считал, что после этого возникнет противостояние с армянами, пусть даже с жертвами с обеих сторон, это позволит утихомирить армян.
Зия Буниятов совместно с академиком Васифом Мамедалиевым в 1990 году впервые осуществил перевод Корана на азербайджанский язык. Этот перевод считается одним из лучших переводов Корана на азербайджанский язык. За свой труд он был удостоен премии имени Гаджи Зейналабдина Тагиева.
В 1997 году был застрелен в подъезде собственного дома в Баку. Согласно официальной версии, убийство было организовано членами бакинского филиала «Хезболлы», которые объявили Буниятова членом израильской спецслужбы «Моссад» и обвинили в том, что он распространял сионизм в Азербайджане. За убийство Буниятова были осуждены несколько человек.
Похоронен на Аллее почётного захоронения в Баку.

## Критика

### Сара Кромбах
В своем исследовании «Зия Буниятов и изобретение азербайджанского прошлого» Сара Кромбах из Амстердамского университета отмечает, что Буниятов внес огромный вклад в национальную гордость, «сочинив славное прошлое (inventing a glorious past) для азербайджанского народа». Буниятов стремился лавировать между идеологическими требованиями Москвы и азербайджанским национализмом.

### Обвинения в плагиате

#### Григорий Берадзе
Грузинский историк Григорий Берадзе утверждает, что Буниятов присвоил работу известного индийского ориенталиста Хади Хасана о Фалаки Ширвани.

#### Томас де Ваал
Согласно данным британского журналиста Томаса де Ваала, со ссылкой на американского историка Роберта Хьюсена, Буниятов в 1960 и 1964 годах опубликовал две статьи (предисловие и комментарии к «Албанской Хронике» Мхитара Гоша и «О хронологическом несоответствии глав „Истории Агван“ Моисея Каганкацваци»), которые являлись плагиатом (переводом без указания авторства) статей двух западных учёных: Чарльз Даусетт «The Albanian Chronicle of Mxit’ar Goš» (1958) и Роберт Хьюсен, «On the Chronology of Movses Dasxuranc’i» (1954). Буниятов в своем предисловии к «Албанской хронике» указывает, что текст самой хроники Гоша является переводом английского издания Даусетта, а также дает ссылки на это издание, при этом предисловие и комментарии указаны как авторские.

#### Айрапет Маргарян
А. Г. Маргарян, анализируя издание Буниятовым «Албанской Хроники», также утверждает, что в предисловии и комментариях имеются повторения положений Даусетта, зачастую дословно и при этом с ошибками в переводе. Так, согласно Маргаряну, Буниятов перевел с английского на русский, «Whit Sunday» (День Святой Троицы) как «белое воскресенье» (White Sunday), буквально написав: «27 Тре 588 г. Армянской эры — Белое Воскресение 11 июня 1139 г. н. э.». Название же книги армянского автора XII века Давида «Книга канонов» (Book of canons) он перевел как «Книга об орудиях» (Book of cannons). При этом, как отмечает Маргарян, Буниятов выкинул все выражения со словами «Армения, армянский» из английского текста.

### Обвинения в фальсификации источников

#### Джордж Бурнутян
Систематическое «вычищение» Буниятовым упоминаний об армянах и замену их «албанами» отмечает также американский историк Джордж Бурнутян, согласно которому, в «путешествии» Шильтбергера «Буниатов смело опустил главы 63—66 рукописи, всего приблизительно двадцать страниц, относящихся к Армении и армянам, и частично изменил текст, который он опубликовал в своем издании».
Согласно Бурнутяну, после 1988 года, когда армяне Нагорного Карабаха заявили о своем желании выйти из состава Азербайджана, ряд азербайджанских ученых во главе с Буниятовым, оправдывая претензии азербайджанского руководства, стал доказывать, что армяне прибыли в Нагорный Карабах только в 1828 году. Поскольку первоисточники на азербайджанском языке отсутствовали, от армянских источников эти ученые, очевидно, отказывались, то Буниятов с коллегами вынуждены были использовать персидские, русские и арабские первоисточники. Однако они обнаружили, что большое количество античных и средневековых первоисточников не только на персидском, арабском и русском языке, но и также на греческом, латинском, немецком и английском языках указывают, что армяне составляли большинство населения Карабаха и до 1828 года. Наибольшее раздражение у Буниятова с коллегами вызывал тот факт, что и мусульманские первоисточники по Закавказью, проживавшие на территории нынешнего Азербайджана, такие как Аббас Кули Бакиханов, именем которого назван институт истории академии наук Азербайджана, и Мирза Адигозал Бек, также четко отмечают сильное армянское присутствие в Карабахе до 1828 года. Для нейтрализации этого факта Буниятов с коллегами, пренебрегая академической добросовестностью, занялись переизданиями средневековых первоисточников, в которых сведения об армянах были удалены. Первый акт этой дезинформации наступил в 1989 году, когда Буниятовым были издана «Краткая история страны Албанской» Есаи Гасан-Джалаляна. Для легитимизации этого перевода Буниятов заявил, что воспользовался уже готовым переводом на русский язык покойного к тому времени армянского ученого Тиграна Тер-Григоряна, который работал в институте истории в Баку. Согласно Буниятову эта работа Тер-Григоряна, написанная в 1940 году, по непонятной причине не была опубликована. Бурнутян отмечает, что если сопоставить оригинальный армянский текст книги «Краткая история страны Албанской» с редакцией Буниятова, то получается что Тер-Григорян на 50 лет «таинственным образом» предвосхитил споры по вопросу Карабаха и азербайджанские претензии, однако более вероятно, что сам Буниятов изменил текст перевода в угоду интересам государства.

#### Барлоу Тер-Мурдечиан
В предисловии к книге «Two chronicles on the history of Karabagh» профессор Калифорнийского университета, Барлоу Тер-Мурдечиан, также отмечает многочисленные искажения Буниятовым исходных текстов историков Мирзы Джамала и Мирзы Адигёзал-Бека

#### Виллем Флор и Хасан Джавади
В искажении перевода книги Бакиханова «Гюлистан-и Ирам» и фальсификации истории Буниятова обвиняют также Виллем Флор и Хасан Джавади:

Именно так и обстоит дело в случае Зии Буниятова, который подготовил неполный и ущербный перевод сочинения Бакиханова. Он не только не перевёл ни одно из имеющихся в тексте стихотворений, но даже не упоминает об этом; подобным же образом он оставляет непереведёнными некоторые другие фрагменты текста, не указывая ни самого этого факта, ни причины. Это особенно тревожно, поскольку он замалчивает, например, упоминание территорий, населённых армянами, тем самым не только фальсифицируя историю, но и не уважая высказывание Бакиханова о том, что историк должен работать без предубеждений: религиозных, этнических, политических и прочих
.
Оригинальный текст (англ.)This certainly is the case with Zia Bunyatov, who has made an incomplete and defective Russian translation of Bakikhanov's text. Not only has he not translated any of the poems in the text, but he does not even mention that he has not done so, while he does not translate certain other prose parts of the text without indicating this and why. This is in particular disturbing because he suppresses, for example, the mention of territory inhabited by Armenians, thus not only falsifying history, but also not respecting Bakikhanov's dictum that a historian should write without prejudice, whether religious, ethnic, political or otherwise.

#### Историки из Армении
Примеры искажения цитат в работах Буниятова приводят и историки из Армении.

#### Виктор Шнирельман
В искажении источников (изъятиях фрагментов, касающихся армян, замене «армян» на «албанцев» и пр.) обвиняет Буниятова и российский историк и этнограф В. А. Шнирельман.

### Виктор Шнирельман о приемах и концепциях Буниятова
Шнирельман обвиняет Буниятова также в разработке ревизионистских, националистически и политически мотивированных концепций истории Азербайджана (особенно древней Албании) и Армении, считая одним из основоположников этого направления азербайджанской историографии (см. фальсификации истории Кавказской Албании в Азербайджане). В этих вопросах Шнирельман солидаризируется с армянскими учёными, подвергающими Буниятова жесткой критике.
Как отмечает Шнирельман, в вышедшей в 1965 году книге Буниятова («Азербайджан в VII—IX веках») впервые был последовательно проведен прием, который стал «излюбленным занятием азербайджанских авторов» — именно, переименование армянских средневековых политических деятелей, историков и писателей, живших и творивших в Карабахе, в албан. В этой книге, посвященной событиям арабского времени в Кавказской Албании, последняя уже прямо именуется Азербайджаном. Буниятов нарисовал в ней «фантастическую» (по выражению Шнирельмана) картину уничтожения армянами якобы богатой албанской литературы, с тех пор ставшую аксиоматичной в азербайджанской историографии. В историографическом споре о древней принадлежности Нагорного Карабаха Буниятов, по словам Шнирельмана, прибегал к следующим приёмам:

во-первых, сильно омолаживал процесс арменизации Нагорного Карабаха, относя его едва ли не к XII в., а во-вторых, следуя уже установившейся в Азербайджане тенденции, делал акцент не на языке, а на культурных традициях, и заявлял, что Арцах никогда не принадлежал к центрам армянской культуры. (…) Позднее Буниятов целенаправленно пытался «очистить» и другие земли современного Азербайджана от армянской истории. Одновременно Буниятов стремился пересмотреть историю Армении и утверждал, что со времен Тиграна Великого у армян никогда не было ни политической, ни экономической независимости, и высмеивал стремление армянских историков объявить царство Багратидов независимым государством. Естественно, армянские специалисты не могли трактовать это иначе, как «искажение истории армянского народа», и усматривали в этом тревожный симптом — поворот азербайджанской науки к традициям антиармянской турецкой историографии.

Среди прочего, говоря о населенной в средние века армянами Нахичевани, Буниятов «объявил Нахичевань исключительно азербайджанским городом на том основании, что в XII в. атабеки временами устраивали там свою резиденцию. Правда, он же отмечал местоположение Нахичевани в пограничной области, где сказывалось влияние „иноверцев-христиан“. О том, что эти христиане были армянами, он старательно умалчивал». Когда в 1975 году была снесена почитаемая армянами церковь Сурб Еррордутюн (Святой Троицы), где по преданию в 705 году арабами были заживо сожжены армянские князья, «Буниятов начал отстаивать идею о том, что указанное событие произошло вовсе не в Нахичевани на р. Араксе, а на нынешней территории Северо-Восточной Турции, где он и советовал армянам искать свои исторические реликвии».

## Мнение Буниятова о причинах сумгаитского погрома армян
Как отмечает де Ваал
В мае 1989 года историк Зия Буниятов, бывший тогда президентом республиканской Академии Наук, самый известный азербайджанский армянофоб, предложил очень экзотичную версию погромов. В статье, озаглавленной «Почему Сумгаит?», он сделал вывод, что армяне сами спланировали сумгаитские погромы с целью дискредитировать Азербайджан и подстегнуть армянское националистическое движение. «Сумгаитскую трагедию тщательно подготовили армянские националисты, — писал Буниятов. — За несколько часов до её начала армянские фоторепортеры и съемочные группы телевидения тайно въехали в город и будучи в состоянии полной готовности стали дожидаться развития события. Первое преступление было совершено неким Григоряном, выдавшим себя за азербайджанца, который убил в Сумгаите пятерых армян»
Пo словам Буниятова:
«Они <армянские националисты> нанесли свой гнусный удар по Сумгаиту. Почему Сумгаит? Потому, что дашнакам вновь, в который раз, захотелось картину художника Верещагина „Апофеоз войны“ переделать в современную фотографию с „армянскими черепами“».
Согласно де Ваалу, статья Буниятова была настолько одиозной, что её перепечатали даже армяне.

## Награды

### Государственные награды СССР
- Герой Советского Союза[40]
- Орден Ленина[4]
- Орден Красного Знамени[4]
- Орден Отечественной войны 1 степени[4]
- Орден Красной Звезды[4]
- Орден Октябрьской революции[4]
- Орден Александра Невского
- Орден Богдана Хмельницкого
- Медаль «За отвагу»
- Медаль «За оборону Кавказа»
- Медаль «За взятие Берлина»
- Медаль «За победу над Германией в Великой Отечественной войне 1941—1945 гг.»

### Государственные награды Азербайджана
- Орден «Независимость» (18 декабря 1998, посмертно) — за большие заслуги в развитии азербайджанской науки[41]

### Почётный гражданин
- Почётный гражданин Астары[4]
- Почётный гражданин Гёйчая[4]
- Почётный гражданин Ургенча[4]
- Почётный гражданин района Панков[4]

### Другие награды
- Серебряная медаль ВДНХ СССР (1983, за достигнутые успехи в развитии науки).[42]
- Медаль «Ваффенбрудершафт» (ГДР)[4]
- Медаль Артура Беккера[4]

## Труды
Книги
- Буниятов З. М. Обзор источников по истории Азербайджана. — Баку: Изд-во АН Азерб. ССР, 1964. 36 с.
- Буниятов З. М. Азербайджан в VII—IX веках. — Баку, 1965,
- Буниятов З. М. Государство атабеков Азербайджана: 1136—1225. — 1984, Баку
- Буниятов З. М. Государство Хорезмшахов-ануштегинидов, 1097—1231. — 1986, Наука, Глав. ред. восточной лит-ры
- Буниятов З. М. Государство хорезмшахов-ануштегинидов: 1097—1231. — 1986, Академия наук Азербайджанской ССР. Институт востоковедения (Баку).
- Буниятов З. М. Армянская анонимная хроника 1722—1736 гг. — 1988, Академия наук Азербайджанской ССР. (link, wikisource.org)
- Буниятов З. М. Историческая география Азербайджана. — 1987, Элм
- Буниятов З. М. От Кавказа до Берлина. — Баку, Азернешр, 1990.
- Соавтор (вместе с акад. Мамедалиевым В. М.) перевода на азербайджанский язык Корана.
- Буниятов З. М. Избранные сочинения в трёх томах. — Баку: Элм, 1999.

Статьи
- Буниятов З. М. Новые данные о нахождении крепости Шаки // Доклады АН Азерб. ССР, — 1959, № 9. — С. 869—872.
- Буниятов З. М. О названии «Мингечаур» // Доклады АН Азерб. ССР, — 1959, № 2. — С. 179—182.
- Буниятов З. М. «Албанская хроника» Мхитара Гоша // Известия АН Азерб. ССР, серия общественных наук, — 1960. — С. 27-37.
- Буниятов З. М., Велиханова Н. М. Каспийское море в арабских источниках // Изв. АН АзССР, 1960. № 2. — С. 90—91
- Буниятов З. М. Ещё раз о неизданных страницах «Истории агван» Моисея Каганкатваци // Известия АН Азерб. ССР, серия общественных наук, — 1961, № 4. — С. 3—9.
- Буниятов З. М. О длительности пребывания хазар в Албании в VII—VIII вв. // Известия АН Азерб. ССР, серия общественных наук, 1961, № 1. — С. 21—34.
- Буниятов З. М. Из истории Кавказской Албании VII—VIII вв. // ВИКА. Баку: Изд-во АН Азерб. ССР, 1962. — С. 149—180.
- Буниятов З. М. «Сефаретнаме» османских послов как источник по истории османо-российских отношений // Ближний и Средний Восток. — Баку: Элм, 1986, Стр. 3-24.
- Буниятов З. М. Сочинения азербайджанских персоязычных авторов в национальной библиотеке Египта // Известия АН АзССР, серия истории, философии и права, 1988, № 4, 11—17.
- Формы земельной собственности: Налоги и сборы в государстве Хорезмшахов (1097—1231)

## Память
В Национальном музее истории Азербайджана хранятся материалы об академике, включая фотографии, документы, рукописи и другие материалы. В декабре 2023 года музеем представлен каталог «Академик Зия Буниятов — 100».
Именем Буниятова названы проспект в городе Баку, улица в городе Габала, средняя школа № 2 в Астаре, средняя школа № 3 и улица в Гейчае.
Имя З. М. Буниятова носит Институт востоковедения Национальной академии наук Азербайджана.
В 2012 году в Бакинском государственном университете состоялась республиканская научная конференция на тему «Зия Буниятов — выдающийся азербайджанский историк и ученый-востоковед», посвященная его 90-летнему юбилею.
14 мая 2015 года состоялась презентация перевода книги Зии Буниятова «Государство Хорезмшахов-ануштегинидов. 1097—1231» на английский язык под редакцией Шаина Мустафаева и Томаса Вэлсфорда.

### Видеоматериалы
- Легенды армии. Зия Буниятов (2017) Архивная копия от 1 января 2019 на Wayback Machine — документальный фильм телеканала «Звезда»
- Штрафники Архивная копия от 5 сентября 2020 на Wayback Machine — документальный фильм.